# Сфинкс (бордель)
«Сфинкс» (фр. Le Sphinx) — бордель в Париже в 1930—1940-х годах. Наряду с «Ле-Шабане» и «Один-Два-Два» считался одним из самых роскошных и знаменитых парижских публичных домов.
«Сфинкс» — первый бордель класса люкс, открывшийся на левом берегу Парижа. Из-за своего расположения в треугольнике «литературных» кафе (La Coupole, «Ротонда», Café du Dôme) на Монпарнасе, пользовался популярностью у литературной и художественной богемы.

## История «Сфинкса» до Второй мировой войны
Инициатором и вдохновителем открытия борделя была Марта Ле Местр по прозвищу мадам Мартуна.
Марта Ле Местр начинала свою карьеру в Нью-Йорке, где во время сухого закона открыла бар, незаконно торговавший спиртным. За несколько месяцев до краха Уолл-Стрит и начала «Великой депрессии», она продала бар и получила стартовый капитал для открытия нового заведения.
Переехав в Париж, мадам Мартуна решила не переоборудовать под бордель существующее здание, как это было сделано владельцами «Один Два Два» и «Ле Шабане», а построила новый пятиэтажный особняк в стиле модерн, украсив его фасад гипсовой маской сфинкса, в связи с которой заведение и получило своё название.
Основными инвесторами и смотрителями борделя стали крупнейшие криминальные авторитеты Франции Поль Карбон и Франсуа Спирито, у которых уже был огромный опыт в организации борделей в Марселе и на Лазурном берегу.
В свою очередь, отсутствие неприятностей с законом гарантировало негласное покровительство префекта полиции Жана Кьяппа и министра Альбера Сарро.
Бордель открылся с огромной помпой 24 апреля 1931 года на бульваре Эдгар-Кине, 31 и был представлен как «Американский бар». На открытии публике было сообщено, что бар находится на месте бывшей мастерской кладбищенского каменщика, и связан с помощью подземного хода со знаменитыми парижскими катакомбами.

## Внутреннее устройство
«Сфинкс» не был борделем в привычном понимании этого слова. Основная жизнь в нём протекала не в богато украшенных комнатах с кондиционерами и никелированными кроватями, а в баре-дансинге на первом этаже, в котором также можно было сделать прическу или педикюр. При заведении постоянно находилось 15 отобранных хозяйкой девушек. Однако к занятию любовью с клиентами их никто не принуждал — подняться наверх с одним из посетителей бара, или провести с ним ночь вне его стен, решала сама девушка. Некоторые работницы «Сфинкса» никогда не занимались проституцией, а работали в «эскорте», получая проценты от выпитых гостями напитков. Вероятно, эта особенность «Сфинкса» и сделала его столь популярным в среде французской богемы того времени.

 «Все, кто бывал в „Сфинксе“, помнят тихую атмосферу деликатного, любезного и изысканного участия, царившую в рассеянном розовом свете с огромном холле первого этажа, где клиентов встречали девушки, одетые в легкие платья. Для многих художников, писателей, журналистов, актеров это заведение стало чем-то вроде клуба. Здесь назначались встречи, сюда заглядывали поболтать за стаканчиком в баре. Кислинг приходил выбирать себе натурщиц, они позировали ему по утрам, и, в конце концов, стены „Сфинкса“ были увешаны написанными им портретами. Известные журналисты: Альбер Лондр, Андре Сальмон, Пьер Бенар, Сименон, Бреффор превратили „дом“ в филиал своих рабочих кабинетов. Сюда им звонили из редакции, чтобы отослать на очередной репортаж. Генри Миллер, ещё один завсегдатай „дома“, сочинил для него рекламный проспект в обмен на бесплатное „обслуживание“. Если он приводил клиентов-американцев, ему полагалось вознаграждение».
 — Жан-Поль Креспель, «Повседневная жизнь Монпарнаса в Великую эпоху. 1903—1930 гг.»
В отличие от «Один Два Два» и «Ла-Шабане», комнаты которых были выполнены в стилях различных стран и эпох, «Сфинкс» был полностью выдержан в египетском стиле. Фрески «Сфинкса» были созданы Кеесом ван Донгеном (привлечение известных художников было привычным для лучших борделей того времени: например, стены «Ла-Шабане» и борделя на улице Мулинс были расписаны Тулуз-Лотреком).

«Однажды вечером, когда все кафе уже закрылись, мы всей нашей компанией отправились в „Le Sphinx“. Опыт Тулуз-Лотрека и Ван Гога убедил меня в том, что бордели — места, не лишённые поэзии. Впрочем, меня это ничуть не шокировало. Убранство, более кричащее и безвкусное, чем интерьеры в Сакре-Кёр, светлые полуобнажённые женщины в своих воздушных разноцветных туниках — всё это казалось гораздо более пристойным, чем идиотские картины и парки с увеселительными заведениями, которые так нравились Рембо».— Симона де Бовуар, цитата по книге: Эспедал Томас «Идем! или Искусство ходить пешком»
Наибольший коммерческий успех «Сфинкса» пришелся на 1937 год, когда в Париже проводилась знаменитая Международная выставка. В дни выставки «Сфинкс» располагал 120 девушками и в самые успешные вечера принимал до 1500 клиентов.

## История «Сфинкса» во время и после Второй мировой войны
Во время немецкой оккупации «Сфинкс», как и несколько других парижских борделей класса «люкс», был рекомендован для посещения немецким офицерам — чтобы предотвратить их контакты с местным населением.
В 1946 году, после принятия закона Марты Ришар, бордель был закрыт, а на его месте открыт санаторий для выздоравливающих.
В 1962 году была проведена полная реконструкция здания, были уничтожены и фрески ван Донгена, и египетские интерьеры.

 «… борделя на углу больше нет: того самого „Сфинкса“ (бульвар Эдгар-Кине, 31) с его цыганами, где Генри Миллер просаживал деньги, которых у него не было. Теперь это отделение „Банк попюлер“ с банкоматом при входе. Теперь здесь можно получить деньги, когда их нет!» — Фредерик Бегбедер, "Windows on the world" 
В 1975 году бывшая хозяйка заведения Марта Ле Местр выпустила книгу мемуаров «Мадам Сфинкс».

## Знаменитые посетители
- Писатели[7]: Жозеф Кессель, Жорж Сименон, Блез Сандрар, Жак Превер, Жан-Поль Сартр, Колетт, Симона де Бовуар, Генри Миллер, Эрнест Хемингуэй.
- Художники: Моисей Кислинг, Эррол Флинн,
- Киноактер: Гэри Купер.
- Политики: Альбер Сарро, Поль Рейно
- Александр Ставиский, знаменитый аферист
- Существуют сведения, что в 1932 году «Сфинкс» посетила Ева Браун и её друзья, а 23 июня 1940 года во время своего краткого посещения Парижа бордель-ресторан посетил Гитлер[8].

## Интересные факты и легенды
С 1905 года, прямо напротив «Сфинкса», в доме номер 16, бульвар Эдгар-Кине, снимал мастерскую Максимилиан Волошин. В некоторых источниках указывается также, что Волошин бывал в «Сфинксе» и набирал там натурщиц. Это неверно — Волошин покинул Париж намного раньше открытия знаменитого борделя.

## В литературе
- «Сфинкс» упоминается в романе Генри Миллера «Тропик Рака»

 Со временем, завоевав доверие Крюгера, я проник в его сердце. Я довел его до такого состояния, что он ловил меня на улице и спрашивал, не разрешу ли я ему ссудить мне несколько франков. Ему хотелось, чтобы моя душа не расставалась с телом до перехода на более высокий уровень. Я был словно груша, зреющая на дереве. Иногда у меня случались рецидивы, и я признавался, что мне действительно нужны деньги для удовлетворения более земных потребностей, как, например, для визита в «Сфинкс» или на улицу Святой Аполлины, куда и он иногда захаживал, когда его плоть оказывалась сильнее духа.— Генри Миллер, "Тропик Рака"

## Другие парижские бордели 1920—1940-х гг
- Ле-Шабане
- Один-Два-Два
- Ла-Флёр (фр.)
- Ле-Монтион